# Joan Bertran i Casals
Joan Bertran i Casals (Barcelona) fou un jugador i directiu d'escacs català.
Escaquista sorgit de la Penya del Cafè de la Sala Imperio, que organitzava partides d'escacs al principi dels anys deu del segle xx, i soci fundador i president del Club d'Escacs Barcelona. Va ser un dels impulsors de la fundació de la Federació Catalana d'Escacs, i després en fou el seu president entre el 1915 i el 1926. Durant el seu mandat a la Federació Catalana el 1925 va aconseguir afiliar-la Federació Internacional d'Escacs (FIDE). Després de deixar la Federació Catalana va fer el mateix amb la presidència del Club d'Escacs Barcelona per impulsar la creació de la Federació Espanyola, amb seu a Barcelona, de la qual es va convertir el 1927 en el primer president. Des aquest càrrec, va ser el gran impulsor de l'organització del Torneig Internacional de l'Exposició de 1929. El 1928 la FIDE va retitar l'afiliació a la Federació Catalana per donar entrada a la Federació Espanyola que llavors ell presidia i al capdavant de la qual va estar fins al 1930. Posteriorment va ser president del Club d'Escacs Novetats.